# Nirmala Srivastava
Nirmala Srivastava ou Shri Mataji Nirmala Devi (née Nirmala Salve, le 21 mars 1923 - décédée le 23 février 2011) est la fondatrice du mouvement Sahaja Yoga, une technique de méditation et une pratique spirituelle, qui repose sur l’expérience de l’éveil de la Kundalini — la Réalisation du Soi : « Vous ne pouvez pas connaître le sens de votre vie avant d'être connecté au pouvoir qui vous a créé. » a-t-elle dit. Elle a affirmé être née pleinement réalisée et a consacré sa vie à œuvrer pour la paix en développant et en promouvant une technique simple, maintenant popularisée dans 140 pays du monde,

## Biographie
Elle est née Nirmala Salve à Chindwara, Maharastra, dans le centre de l’Inde près de Nagpur, dans une famille chrétienne de descendance royale. Sa mère fut la première femme en Inde licenciée en mathématiques. Son père, politicien, mécène et grand érudit, parlait 14 langues et traduisit le Coran en Hindi. Un de ses frères était l'ancien ministre de l’Union indienne, N.K.P. Salve.
Elle a passé son enfance dans la maison familiale à Nagpur, tout en séjournant fréquemment dans l'ashram du Mahatma Gandhi,.
En 1941, Elle étudie la médecine au Christian Medical College, Ludhiana et au Balakram Medical College de Lahore. Durant le combat pour la libération de l’Inde, étudiante activiste aux côtés de Gandhi, elle fut emprisonnée et torturée. Sa famille abandonna toutes ses richesses. Son père, aussi emprisonné, proche collaborateur du Mahatma Gandhi, fut membre de l'Assemblée Législative Centrale de l'Inde. Il participa à la rédaction de la Première Constitution à la suite de l'indépendance du pays.
Contemporaine de Gandhi, elle vit dans son ashram et a participé au mouvement pour l’indépendance de l’Inde. Lors du combat mené pour l'indépendance de l'Inde, son père, Prasad Rao Krishnan Salve, est arrêté alors qu'elle n’a que 18 ans. Elle doit abandonner l’université pour se cacher durant neuf mois.
Après l’indépendance de son pays, Nirmala Salve épouse Monsieur Chandrika Prasad Srivastava, alors membre de l'administration indienne, qui devient l'assistant personnel du Premier Ministre indien, Lal Bahadur Shastri puis, responsable de l’administration maritime en Inde. Ils ont deux filles, Kalpana et Sadana.
En 1970, son époux est désigné Secrétaire Général de l’Organisation des Nations unies pour les Affaires Maritimes (I.M.C.O., aujourd'hui Organisation maritime internationale) à Londres et reste à ce poste pendant 16 ans. Sir C.P. Srivastava a mené une carrière où son engagement pour l’intégrité et l’éthique est internationalement reconnu. Il n’est pas seulement un des fonctionnaires les plus décorés de l’Inde, mais aussi le premier Indien à avoir été nommé Commandeur de l’Ordre de St Michel et de St Georges par la Reine d’Angleterre pour sa contribution aux Nations unies.
En 1961, Madame Srivastava a lancé la Société de la Jeunesse pour les Films, afin d’insuffler des valeurs nationales, sociales et morales chez les jeunes à travers le milieu du cinéma. Elle a également été membre de l’Indian Film Censor Board.
En 1986, Elle est déclarée Personnalité de l’année en Italie. En 1993, en Russie, à St Pétersbourg, elle est également nommée membre honoraire du Presidium de l'Académie Petrovskaia des Arts et des Sciences.
Elle est oratrice officielle lors de la 4e Conférence Mondiale sur la Femme qui a lieu à Pékin en Chine en 1995.
Elle meurt à Gênes en Italie le 23 février 2011, à 87 ans.

## Sahaja Yoga
Le 5 mai 1970, elle dit avoir connu un éveil spirituel total, extraordinaire, et avoir trouvé la méthode pour donner la Réalisation en masse. Elle fonde alors le Sahaja Yoga, sur la pratique de la méditation et de l'éveil de la Kundalini.

## Controverses
Après avoir visité un camp de méditation, présidé par Osho à Nargol en mai 1970, Shri Mataji a déclaré avoir été « choquée de le voir dépouiller des gens sous le prétexte de spiritualité » et a expliqué qu'il hypnotisait les gens. Nirmala Srivastava était préoccupée par les dommages causés à la société par « le business spirituel » moderne et ses « gurus » qui font des fortunes en incitant leurs élèves à payer pour leur « évolution spirituelle », alors qu’en réalité, selon Shri Mataji, ces « gurus » ont causé des problèmes mentaux et psychiques graves à leurs adeptes.
En France, des Commissions d’enquête parlementaires sur les sectes ont inclus Sahaja Yoga dans 2 de ses rapports, en 1995 et 2005, où figuraient également la pratique d’Osho, la méditation transcendantale et le raja yoga. Par contre, Sahaja Yoga n'était pas inclus dans le deuxième rapport en 1999, plus communément appelé « rapport parlementaire sur les sectes et l’argent ». À la suite de la victoire de Sahaja Yoga contre l’organisme anti-sectaire belge CIAOSN devant les tribunaux en 2006, l'organisation internationale « Droits de l'homme sans frontières » a noté que :
« jusqu'à présent, l'image négative du Sahaja Yoga est principalement créée par des organisations d’orientation anti-sectaire dans les rapports du gouvernement sur les sectes sans aucun contrôle sérieux de rumeurs au sujet de ce mouvement, comme le montre clairement la décision du tribunal belge »
En France la ministre de l'Intérieur dans sa circulaire du 25 février 2008 a souligné que « la circulaire du premier Ministre en date du 27 mai 2005 relative à la lutte contre les dérives sectaires a clairement indiqué la nécessité d’abandonner dans la recherche des dérives sectaires toute référence à des listes, pour privilégier une logique de faits ayant l’avantage d’élargir le champ des investigations sans limiter celles-ci à des groupements préalablement identifiés. »